# El Tarf (provins)
Provinsen El Tarf (arabisk: الطارف, berbisk:  ⴻⵍ ⵜⴰⵔⴼ) er en af Algeriets 48 provinser (arabisk: ولاية, fransk: wilayah).

## Geografi
Administrationscenteret er El Tarf; Andre større byer er Besbes og Ben Mehidi (som er den største by i provinsen). Provinsen grænser mod nord til Middelhavet, mod øst til Jendouba (Tunesien), mod syd til Souk Ahras og mod vest til Guelma og Oum el-Bouaghi.

### Administrative inddeling
Provinsen består af 7 distrikter (arabisk: دائرة, fransk: daïras) som igen er opdelt i 24 kommuner (arabisk: بلدية baladiyahs, fransk: communes).

### Distrikter
1. Ben M'Hidi
2. Besbes
3. Bouhadjar
4. Boutheldja
5. Dréan
6. El Kala
7. El Taref

### Kommuner
1. Ain El Assel
2. Ain Kerma
3. Asfour
4. Ben Mehdi
5. Beni Amar
6. Berrihane
7. Besbes
8. Bougous
9. Bouhadjar
10. Bouteldja
11. Chebaita Mokhtar
12. Chefia
13. Chihani
14. Dréan
15. El Aioun
16. El Kala
17. El Taref
18. Hammam Beni Salah
19. Lac des Oiseaux
20. Oued Zitoun
21. Raml Souk Souarekh
22. Zerizer
23. Zitouna